# 영사막

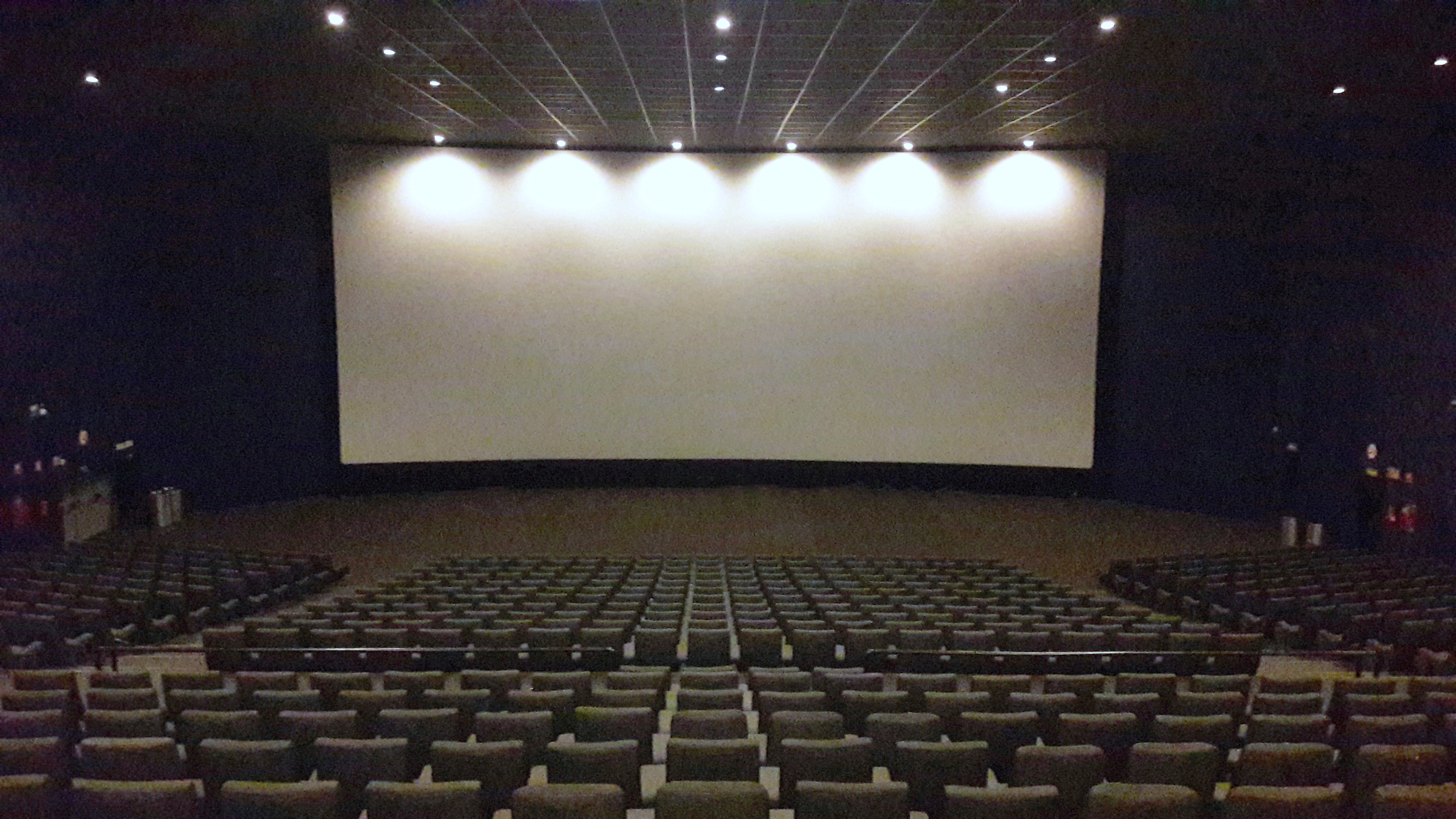

영사막(映寫幕) 또는 프로젝션 스크린(영어: projection screen), 간단히 스크린은 영화나 환등 따위를 투영하기 위한 백색 또는 은색의 막을 일컫거나 그 영화를 일컫는다.
커다란 투영상을 쉽게 볼 수 있도록 여러 가지 방법이 연구되어있다. 예를 들면 표면에 작은 구멍이나 요철을 장치하여 뒷면에 있는 스피커 소리를 통하게 하고, 동시에 필름의 거친 입자가 눈에 띄지 않도록 화질을 향상시키면서 빛의 확산성을 좋게 해서 영사막에 투영된 상을 넓은 각도에서 볼 수 있도록 하는 방법이 있다.
소형 영화관에서는 정반사성이 강한 금속 미분을 뿌린 영사막을 많이 쓴다. 이것은 화면에 비치는 빛의 확산성이 작기 때문에 영상을 관찰할 수 있는 범위는 영사막의 법선 언저리에 국한되어 화면이 좁지만 영상은 밝고 불완전한 암실에서도 영사할 수 있으므로 백주 영사막이라고도 부른다.

## 같이 보기
- 명암비
- 홈 시어터
- 리어 프로젝션 텔레비전
- 영상 프로젝터

## 참고 자료
- 이 문서에는 다음커뮤니케이션(현 카카오)에서 GFDL 또는 CC-SA 라이선스로 배포한 글로벌 세계대백과사전의 내용을 기초로 작성된 글이 포함되어 있습니다.